# Qui est Harry Kellerman ?
Qui est Harry Kellerman ? (Who Is Harry Kellerman and Why Is He Saying Those Terrible Things About Me?) est un film américain réalisé par Ulu Grosbard, sorti en 1971.

## Fiche technique
- Titre : Qui est Harry Kellerman ?
- Titre original : Who Is Harry Kellerman and Why Is He Saying Those Terrible Things About Me?
- Réalisation : Ulu Grosbard
- Scénario : Herb Gardner (en)
- Production : Fred C. Caruso (en), Herb Gardner (en) et Ulu Grosbard
- Musique : Shel Silverstein
- Photographie : Victor J. Kemper
- Costumes : Anna Hill Johnstone
- Montage : Barry Malkin
- Pays d'origine : États-Unis
- Format : Couleurs - 1,85:1 - Mono
- Genre : Comédie dramatique
- Durée : 108 minutes
- Date de sortie : 1971

## Distribution
- Dustin Hoffman : Georgie Soloway
- Barbara Harris : Allison Densmore
- Jack Warden : Dr Solomon F. Moses
- David Burns : Leon Soloway
- Gabriel Dell (en) : Sidney Gill
- Betty Walker : Margot Soloway
- Rose Gregorio : Gloria Soloway
- Dom DeLuise : Irwin Marcy
- Rudy Bond : Newsdealer
- Herbie Faye : Divorcee
- Shel Silverstein : Bernie

## Sélection
- Sélection à la Mostra de Venise 1971[1]